# Poa koksuensis
Poa koksuensis là một loài thực vật có hoa trong họ Hòa thảo. Loài này được Golosk. miêu tả khoa học đầu tiên năm 1951.